# Haus St. Klara
Das Haus St. Klara ist ein am 7. November 1591 von Hermann von Hatzfeldt gestiftetes Hospital und damit die älteste noch heute existierende Einrichtung in Deutschland. Die Anfänge des Wildenburger Hospitals liegen in Wissen. 1914 wurde dieser Standort aufgegeben und in Friesenhagen ein neues Gebäude errichtet.

## Geschichte

Haus St. Klara, Ansicht 1914

In seinem Testament vom 7. November 1591 verfügte Hermann von Hatzfeldt die Errichtung eines Hospitals in Wissen. Diese Stiftung wurde in der Folgezeit durch seine Erben bestätigt. Das Hospital findet dann Erwähnung im Visitationsbericht des damaligen Offizials von Bonn, der 1697 von Joseph Clemens von Bayern, Erzbischof von Köln, den Auftrag zur Visitation erhalten hatte.
Beim großen Brand von Wissen im Jahr 1788 wurde das Hospital zerstört. In den Jahren 1789 bis 1791 wurde es wieder aufgebaut. Im Jahr 1871 übernahmen die Franziskanerinnen aus dem Mutterhaus zu Olpe die Pflege der Bewohner. Die finanzielle Situation des Hospitals spitze sich in der Folgezeit immer mehr zu. Eine neue Stiftung von Prinzessin Clara von Hatzfeldt ermöglichte es schließlich, am 14. Mai 1914 einen Neubau in Friesenhagen zu errichten. Der damalige Stiftungszweck verhinderte, dass aus dem Hospital ein Krankenhaus modernen Typs wurde.
Das Hospitalvermögen ging nach dem Ersten Weltkrieg durch die Hyperinflation verloren. Sowohl im Ersten als auch Zweiten Weltkrieg fand keine Nutzung als Lazarett statt. Am 8. April 1945 wurde Friesenhagen durch amerikanische Truppen befreit. Der Hospitalfonds und damit Haus St. Klara wurde dann 1954 vom Diözesan-Caritasverband für das Erzbistum Köln übernommen. Träger wurde dabei der Verein „Caritasheim Friesenhagen e.V.“ Im Jahr 1964 fand die erste große Umbaumaßnahme statt. 20 Menschen wurden danach in der Einrichtung gepflegt. Eine zweite große Baumaßnahme wurde 1987 abgeschlossen. Die Einrichtung bot danach Platz für etwa 50 Bewohner. In der Folgezeit spitzte sich die finanzielle Lage der Einrichtung immer weiter zu und es wurde ab Mitte der 1990er Jahre ein neuer Träger für Haus St. Klara gesucht. Im Jahr 2003 wurde die Einrichtung schließlich vom GSS Gesundheits-Service Siegen (seit 2018 Marien Pflege gGmbH), einer hundertprozentigen Tochtergesellschaft der St. Marien-Krankenhaus Siegen gem. GmbH (seit 2018 Marien Gesellschaft Siegen gGmbH) übernommen.  Schließlich wurde im Jahr 2006 ein Erweiterungsbau errichtet. Die Einrichtung bietet seitdem Platz für 75 Bewohner. Während der Corona-Pandemie kam es zum Jahreswechsel 2020/2021 zu einem schweren Ausbruch.